# Steve Edwards
Stephen Neil Edwards (Sheffield, 8 maggio 1970) è un cantautore britannico.
Ha raggiunto la notorietà nel 2006 interpretando il brano di Bob Sinclar World, Hold On (Children of the Sky), successo europeo dell'estate, e duettando con i Cassius in Sound of Violence e con lo scandinavo Axwell in Watch the Sunrise. Partecipò anche al Festivalbar 2006.
In seguito ha collaborato ancora una volta con Sinclar cantando le canzoni Togheter nel 2007 e Peace Song nel 2009.
Nel 2010 è stato ospite, in Italia, della 60ª edizione del Festival di Sanremo.
Nel dicembre 2014 partecipa su Rai 2 al Concerto di Natale live dall'Auditorium della conciliazione in Roma, duettando con Chiara nella canzone natalizia Have Yourself a Merry Little Christmas.

## Discografia

### Singoli
- World, Hold On (Children Of The Sky) con Bob Sinclar (2006)
- Listen to the Voice Inside con Yves Larock (2009)
- Peace Song con Bob Sinclar (2009)
- Keep Us Together con D.Ramirez & Mara (2010)

### Collaborazioni
- 2007 - Somewhere Beyond (Michael Gray feat. Steve Edwards)